# Divisão N.º 15 (Saskatchewan)
A Divisão N.º 15 é uma das dezoito divisões do censo da província canadense de Saskatchewan, conforme definido pela Statistics Canada. A região está localizada na parte central da província. A comunidade mais populosa desta divisão é Prince Albert.
De acordo com o censo populacional de 2006, 79 mil pessoas moram nesta divisão. A região tem uma área 19612 km2.